# Boris Sloutski
Pour les articles homonymes, voir Sloutski.
Boris Abramovitch Sloutski est un traducteur, essayiste et poète soviétique né le 7 mai 1919 à Sloviansk, en république populaire d'Ukraine et mort le 22 février 1986 à Toula, en Union soviétique.

## Biographie
Fils d'un employé juif de Sloviansk en Ukraine, il passa son enfance et son adolescence à Kharkov. Membre du mouvement des pionniers, comme tous les enfants de son âge, il suivit les cours de littérature du palais des pionniers de cette ville. Mais son père lui « mit la pression » car pensant que poète n'était pas une carrière pour un juif, il entra à l'Institut de droit de Moscou en 1937. L'année suivante avec une recommandation de Pavel Antokolski, il fut accepté à l'institut de littérature Maxime Gorki de Moscou, où il étudia la composition littéraire et commença à écrire tout en poursuivant ses études de droit.
En automne 1939, il participa à un séminaire organisé par Ilia Selvinski à la maison d'Édition d'État Goslitizdat où il fit connaissance, puis devint chef de file d'un cercle de jeunes poètes comme Semion Goudzenko, Pavel Kogan, Mikhaïl Koultchitski, Sergueï Narovtchatov, David Samoïlov qui s'appelaient eux-mêmes « La génération de l'année 1940 ». En 1941, pour la première fois, un de ses poèmes fut publié dans le mensuel Octobre, mais il dut attendre douze ans avant d'être à nouveau édité, peut être à cause de la Seconde Guerre mondiale qui venait de commencer.
Au début de celle-ci, il s'engagea comme volontaire et partit pour le front. D'abord juriste dans un tribunal militaire, il continua comme officier commissaire politique dans une unité d'infanterie. De 1942 à 1944, il se trouva sur les fronts sud et en 1943, il apprit l'assassinat par les nazis de sa famille dans le ghetto de Kharkov. La même année il adhéra au PCUS et fut promu directeur du 57e département politique de l'armée. Ce fut une période pendant laquelle il n'écrivit pas de poésie, mais acheva un livre de prose documentaire sur ses expériences de 1944 à 1945 en Roumanie, en Bulgarie, en Yougoslavie, en Hongrie et en Autriche. Dans le chapitre Les juifs, Sloutski mêle ses observations aux témoignages des survivants tout en associant révélations sordides sur les maraudeurs des troupes soviétiques et conventions idéologiques. Cette œuvre ne fut pas publiée avant la dislocation de l'Union soviétique et le texte complet parut sous le titre Notes de guerre édité par son ami Piotr Gorelik. Il révéla par exemple que l'héroïsme tant vanté des équipages de chars qui préféraient mourir dans leurs blindés n'était motivé bien souvent que par la crainte de la sanction réservée à ceux qui laissaient tomber le matériel entre les mains de l'ennemi.
Il ne termina son service qu'en 1946 et ayant été grièvement blessé deux fois, il passa deux années de convalescence dans des hôpitaux où à l'extérieur. Recevant une faible pension d'invalidité, il revint à Moscou en 1945 pendant les années noires du judaïsme en Union soviétique. Il se remit à la littérature et gagna sa vie en écrivant des scripts pour la radio de 1948 à 1952.
À cette époque toute expérimentation littéraire étant jugée "formelle", "décadente" ou "bourgeoise", il était risqué pour Boris Sloutski d'être un écrivain d'avant-garde aussi Mémorial, son second livre de poèmes édité pour les adultes ne fut publié qu'après la mort de Staline, en 1953.
En 1950, des membres d'un groupe à la tête duquel se trouvaient Mikhaïl Zaraev, Vladislav Fourman (ru), Evgueni Gourevitch et Susanna Petchuro (ru), une amie âgée de 17 ans, se rencontrèrent dans son appartement et constituèrent un groupe clandestin « L'Union pour faire la Révolution ». Boris écrivit pour eux un programme et ces clandestins se réunissaient au moins une fois par semaine et discutaient de ce qu'ils avaient lu sous sa direction. De plus ils distribuaient des brochures, 250, et des tracts à l'école et à l'institut technique pour expliquer et dénoncer le régime autocratique qu'ils devaient supporter. Vers la mi-janvier 1951, seize membres du groupe furent arrêtés, certains exécutés, et l'appartement fut mis sur écoute.
En 1953, Nikita Khrouchtchev succéda à Staline ce qui entraîna des changements importants dans son existence avec la déstalinisation. En 1956, Ilya Ehrenbourg attira l'attention du public sur son talent avec un article flatteur accompagné de plusieurs poèmes et en 1957 il fut admis à l'Union des écrivains soviétiques. La même année, son premier recueil de vers Mémoire, qui contenait des poésies dont certaines anciennes et des poèmes hostiles à la tyrannie stalinienne, fut publié et ses samizdats furent édités à Munich en 1961 sans qu'ils soient désavoués par leur auteur. Il devint désormais un poète professionnel mais avec la période de "dégel" la mode était plutôt portée par la jeune génération plus soucieuse de l'avenir. En 1958, il collabora à l'expulsion de Boris Pasternak de l'Union des écrivains et il ne se le pardonna jamais. Néanmoins adapté à ses conditions de vie et de travail, il continua à publier et à traduire, notamment des poètes yiddish comme Leib Kvitko, Yakov Sternberg, Asher Schwartzman, Aaron Verghelis, Samuel Galkin et d'autres jusqu'à diriger la publication de la 1re anthologie de la poésie israélienne, en 1963, avec l'accord des autorités soviétiques.
Après la mort de son épouse, en 1977, diminué physiquement des suites de ses blessures de guerre et déprimé, il n'écrivit plus.
Après sa mort, on constata que plus de la moitié de sa poésie n'avait jamais été publiée et on découvrit « Dans des centaines de textes courts, il relatait sa vie et son temps, faisant attention à tout, des hautes sphères de la politique aux petits faits de la vie quotidienne, retraçant l'évolution de sa société, de l'idéalisme juvénile à travers de terribles épreuves jusqu'au déclin et jusqu'à la chute imminente ». (Answers).
Le général israélien Meir Amit était un de ses cousins.

## Œuvres
- 1951 : Scénario et dialogues du court-métrage Ukraine en fleurs de Mikhaïl Sloutski
- 1957 : Mémoire
- 1961 : Hier et maintenant
- 1963 : Les poètes d'Israël, anthologie publiée sous sa direction.
- 1964 : Labeur
- 1973 : Bonté du jour
- 1978 : Débats inachevés
- 1999 : Ce qui s'est passé
- Œuvres non datées qui font peut être partie d'un florilège édité sous un autre titre.
- Les cyclistes traduit par Léon Robel en juin-juillet 1996.
- De vraies personnes ont des enfants
- Comment on a tué ma grand-mère, Mes commandes, Le bouleau d'Auschwitz, traduits par Léon Robel
- Uriel Da Costa diffusé en samizdat dans les années 1960.

## Sources
- Le Grand Larousse Universel lui consacre un article d'où sont relevés les titres et les dates des œuvres citées sur cette page.
- Une petite biographie figure dans la poésie russe, anthologie bilingue réunie et publiée sous la direction d'Elsa Triolet chez Seghers en 1965. De plus on y trouve trois poèmes : Les chevaux dans l'océan traduit par Eugène Guillevic et le même traduit par Léon Robel, Dieu traduit par Elsa Triolet, et Largement connu traduit par Léon Robel.
- Une biographie figure dans Une anthologie de la littérature juive russe ; deux siècles de double identité en prose et en poésie tome I par Shrayer Maxime d'où beaucoup de renseignements ont été pris pour compléter cette page.
- Trotskisme d'après guerre en URSS : le journal d'un groupe de jeunes anti-staliniens dans les années 1950 par Vladimir Volkov donne des renseignements pour le groupe clandestin "L'Union pour faire la Révolution"
- La page wikipédia en russe a fourni quelques renseignements supplémentaires.